# Economische groei
| Jaar | Bevolking | Bbp   | Bbp per hoofd | Export |
| --- | --------- | ----- | ------------- | ------ |
| 0 - 1000 | 0,02%     | 0,01% | 0,00%         |        |
| 1000 - 1500 | 0,10%     | 0,15% | 0,05%         |        |
| 1500 - 1820 | 0,27%     | 0,32% | 0,05%         |        |
| 1820 - 1870 | 0,40%     | 0,93% | 0,53%         |        |
| 1870 - 1913 (liberale tijdperk) | 0,80%     | 2,11% | 1,30%         | 3,40%  |
| 1913 - 1950 | 0,93%     | 1,85% | 0,91%         | 0,90%  |
| 1950 - 1973 (gouden tijdperk) | 1,92%     | 4,91% | 2,93%         | 7,88%  |
| 1973 - 1998 (neoliberale tijdperk) | 1,66%     | 3,01% | 1,33%         | 5,07%  |
| |           |       |               |        |
| Economische groei was vrijwel te verwaarlozen tot de Vroegmoderne Tijd en werd voornamelijk door bevolkingsgroei veroorzaakt. Met deze extensieve groei was er dus nog geen sprake van welvaarts- groei. Tot intensieve groei kwam het pas met de industriële revolutie |           |       |               |        |

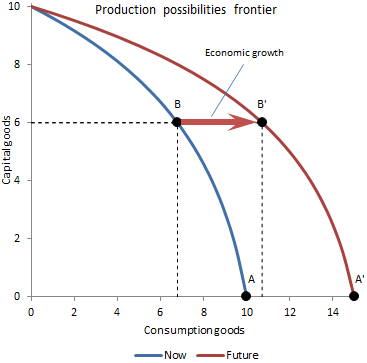
In de productiemogelijkhedencurve (PMC) is te zien hoe uitstel van productie van consumptiegoederen kan leiden tot economische groei. De blauwe lijn is de originele curve waarbij de maximale productie bestaat uit 10 eenheden kapitaalgoederen, 10 eenheden consumptiegoederen of een minder aantal van beide. Door meer van het een te produceren kan er minder van het ander geproduceerd worden, ook wel opportuniteitskosten genoemd. Door consumptie uit te stellen - door dus van A naar B te gaan - kunnen kapitaalgoederen geproduceerd worden die in de volgende periode consumptiegoederen kunnen produceren. De PMC beweegt daardoor naar de rode lijn waarbij het maximale aantal te produceren consumentengoederen toe is genomen

Economische groei is een toename van economische activiteit vergeleken met een eerder meetpunt. 

## Beschrijving
De economische activiteit, meestal over een land, wordt gemeten aan de hand van bruto nationaal product (BNP) of bruto binnenlands product (BBP). Door de verandering over een bepaalde periode (een maand, kwartaal of jaar) te nemen wordt de groei berekend. Wanneer de groei negatief is, is sprake van economische krimp. De economische activiteit vertoont in dat geval een afname vergeleken met een eerder meetpunt. De verandering kan ook berekend worden per hoofd van de bevolking, de uitkomst kan hierdoor afwijken als een gevolg van een toe- of afname van de bevolking.
Wordt de economische groei gemeten als het jaarlijks veranderingspercentage van het BNP of BBP dan heeft het ook alle voor- en nadelen van die economische indicator.
Wanneer de indicator wordt gecorrigeerd voor prijsveranderingen dan is er sprake van reële groei. Als het niet gecorrigeerd is voor inflatie, is er sprake van nominale groei. 
De economische groei is geen constante over tijd. Periodes van sterke groei (hoogconjunctuur) en periodes van trage (laagconjunctuur) of zelfs negatieve groei (crisis) elkaar afwisselen. Een voorbeeld van dit laatste die vooral de westerse wereld betreft, is de economische crisis van de jaren 1930 en de kredietcrisis van 2007.
Economische groei is te bewerkstelligen door de inzet van meer productiefactoren zoals land en natuurlijke hulpbronnen, arbeid en kapitaal, maar ook menselijke kennis als innovatie en organisatievermogen. Er wordt onderscheid gemaakt tussen extensieve en intensieve groei.
- Bij extensieve groei meent de bevolking en de totale economische activiteit in min of meer dezelfde mate toe.[2] Denk hierbij aan een groei van de bevolking en met een grotere beroepsbevolking kan meer land in cultuur worden gebracht. Hierbij geldt overigens wel de wet van de afnemende meeropbrengsten. Er is dan sprake van economische groei, maar niet per hoofd van de bevolking.[2] Deze situatie heeft zich wereldwijd en eeuwenlang gemanifesteerd en duurde tot ongeveer de industriële revolutie.
- Bij intensieve groei neemt de welvaart per hoofd van de bevolking wel toe. Dit gaat veelal gepaard met structurele veranderingen zoals een verschuiving van de beroepsbevolking van de landbouw naar de industrie of de dienstensector.[2] Intensieve groei wordt mogelijk gemaakt door kapitaalaccumulatie en innovatie die de productiviteit doet toenemen.

Tot het begin van de jaren 1970 had men alleen oog voor de voordelen van de economische groei. Alle landen streefden ernaar de groeivoet van hun economie op te drijven. In de laatste decennia is men echter tot de vaststelling gekomen dat aan de economische groei ook heel wat nadelen gekoppeld zijn, bijvoorbeeld milieuvervuiling.

## Voordelen en nadelen
Als voordelen van economische groei kunnen worden gezien:
1. een toename van het aantal beschikbare producten
2. technologische innovatie
3. een hogere levensstandaard door een algemene stijging van de reële inkomens, met als gevolg dat er meer vraag is naar goederen en diensten, en daardoor een productie op grotere schaal, die dus efficiënter kan gebeuren
4. een hogere tewerkstellingsgraad door diversificatie
5. een verhoogd vertrouwen van bedrijven en consumenten, wat kan leiden tot een toename van investeringen

Mogelijke nadelen zijn:
1. een toename van de milieubezoedeling: een sterke groei van de productie en consumptie kan negatieve externaliteiten veroorzaken zoals luchtvervuiling en geluidsoverlast
2. de uitputting van natuurlijke hulpbronnen, waaronder niet hernieuwbare grondstoffen
3. groei stimuleert de creatie van artificiële behoeften: de industrie zet de consument ertoe aan nieuwe smaken te ontwikkelen, met als gevolg dat behoeften worden gecreëerd en consumenten dienaren in plaats van meesters van de economie worden
4. een onevenredige verdeling van inkomen en welvaart: niet alle voordelen van de groei zijn gelijk verdeeld tussen inkomensgroepen en regio's.

## Fases
Economische groei is geen stabiel proces. In de economische geschiedenis zijn verschillende fases te herkennen van toe- en afnemende groei. Hiervan bestaan meerdere modellen, zoals de vijf fases van Rostow. Buiten de normale economische cycli meende hij te zien dat elk land zich ontwikkelt van ontwikkelingsland tot ontwikkeld land.
Zonder uitgebreid model zag Baumol in zijn wet van Baumol een verminderde economische groei door de overgang van een economie die vooral bestaat uit een agrarische sector en een industriële sector naar een economie waarin de dienstensector en de niet-commerciële sector een belangrijkere rol spelen.